# 専称院
専称院（せんしょういん）は、東京都板橋区にある浄土宗の寺院。

## 概要
創建年代は不明である。寺伝では開山：行基（8世紀の人物）、開基：豊島清光（12～13世紀の人物）としている。
元々は武蔵国豊島郡豊島村（現・東京都北区豊島）にあった地蔵堂で、「専称庵」という名称だった。
1705年（宝永2年）、豊島村住人の四郎左衛門の願いを聞く形で、祐天が浄土宗寺院「専称院」として中興した。
1932年（昭和7年）、都市道路計画により現在地に移転した。この場所は、江戸時代初期まで乗蓮寺が置かれていたところで、昭和初期時点で乗蓮寺の塔頭「香林庵」が残っていた。

## 寺宝等
- 阿弥陀三尊像（本尊）
- 地蔵菩薩立像
- 地蔵菩薩坐像
- 阿弥陀如来坐像
- 祐天上人坐像

他にも祐天にまつわる寺宝が数多くある。
- 各種曼荼羅

## 墓所
- 高柳光寿（歴史学者）

## 交通アクセス
- 中板橋駅より徒歩3分。